# Carectocultus dominicki
Carectocultus dominicki là một loài bướm đêm trong họ Crambidae.